# Rychlobruslení na Zimních olympijských hrách 2014 – 10 000 metrů muži
Závod na 10 000 metrů mužů na Zimních olympijských hrách 2014 se konal v hale Adler-Arena v Soči dne 18. února 2014. Čeští závodníci se jej nezúčastnili.

## Výsledky
| Pořadí           | Dvojice | Dráha | Jméno                  | Země                   | Čas           | Ztráta   |
| ---------------- | ------- | ----- | ---------------------- | ---------------------- | ------------- | -------- |
| Zlatá medaile    | 6       | O     | Jorrit Bergsma         | Nizozemsko             | 12:44,45 (OR) | 0,00     |
| Stříbrná medaile | 7       | O     | Sven Kramer            | Nizozemsko             | 12:49,02      | +4,57    |
| Bronzová medaile | 5       | I     | Bob de Jong            | Nizozemsko             | 13:07,19      | +22,74   |
| 4.               | 7       | I     | I Sung-hun             | Jižní Korea            | 13:11,68      | +27,23   |
| 5.               | 6       | I     | Bart Swings            | Belgie                 | 13:13,99      | +29,54   |
| 6.               | 4       | O     | Patrick Beckert        | Německo                | 13:14,26      | +29,81   |
| 7.               | 2       | O     | Shane Dobbin           | Nový Zéland            | 13:16,42      | +31,97   |
| 8.               | 2       | I     | Moritz Geisreiter      | Německo                | 13:20,26      | +35,81   |
| 9.               | 3       | I     | Jevgenij Serjajev      | Rusko                  | 13:28,61      | +44,16   |
| 10.              | 3       | O     | Emery Lehman           | Spojené státy americké | 13:28,67      | +44,22   |
| 11.              | 1       | O     | Patrick Meek           | Spojené státy americké | 13:28,72      | +44,27   |
| 12.              | 4       | I     | Dmitrij Babenko        | Kazachstán             | 13:33,18      | +48,73   |
| 13.              | 5       | O     | Alexej Baumgärtner     | Německo                | 13:44,39      | +59,94   |
| 14.              | 1       | I     | Sebastian Druszkiewicz | Polsko                 | 13:45,31      | +1:00,86 |